# Inja (Ochotskisches Meer)
Die Inja (russisch Иня) ist ein 330 km langer Fluss im äußersten Nordosten der Region Chabarowsk im Fernen Osten von Russland.
Sie hat ihren Ursprung im See Chel-Deli, welcher im Suntar-Chajata-Gebirge liegt. Der Oberlauf des Flusses vom Chel-Deli bis zur Einmündung des rechten Nebenflusses Cheidschan nach 83 km trägt auch den Namen Nonna. Die Inja fließt in südsüdwestlicher Richtung. Der größte Nebenfluss der Inja ist der von rechts kommende Nilgyssy. Die Inja mündet schließlich bei der Siedlung Nowaja Inja in eine Lagune des Ochotskischen Meers.

## Hydrologie
Die Inja entwässert ein Areal von 19.700 km². Der mittlere Abfluss liegt bei 236 m³/s.

## Fischfauna
Die Inja wird von Lachsfischen als Laichgewässer genutzt.